# Desmond Titterington
Desmond Titterington (1928. május 1. – 2002. április 13.) brit autóversenyző.

## Pályafutása
1956-ban rajthoz állt a Formula–1-es világbajnokság brit versenyén. A futamon azonban motorhiba miatt nem ért célba.
Pályafutása alatt részt vett több, a világbajnokság keretein kívül rendezett Formula–1-es versenyen is.

## Eredményei

### Teljes Formula–1-es eredménysorozata
(Táblázat értelmezése)

(Félkövér: pole-pozícióból indult; dőlt: leggyorsabb kört futott) 

| Év   | Csapat                | Modell           | Motor           | 1   | 2   | 3   | 4   | 5   | 6      | 7   | 8   | Helyezés | Pont |
| ---- | --------------------- | ---------------- | --------------- | --- | --- | --- | --- | --- | ------ | --- | --- | -------- | ---- |
| 1956 | Connaught Engineering | Connaught Type B | Alta Straight-4 | ARG | MON | 500 | BEL | FRA | GBR Ki | GER | ITA | -        | 0    |

### Le Mans-i 24 órás autóverseny
| Év   | Csapat           | Autó          | Csapattárs | Helyezés |
| ---- | ---------------- | ------------- | ---------- | -------- |
| 1956 | Jaguar Cars Ltd. | Jaguar D-Type | Paul Frère | Kiesett  |

## Külső hivatkozások
- Profilja a grandprix.com honlapon (angolul)
- Profilja a statsf1.com honlapon (angolul)